# Província da Dalmácia (Império Italiano)
O Governadorato da Dalmácia (em italiano:  Governatorato di Dalmazia), foi um território dividido em três províncias italianas durante a época do Reino da Itália e do Império italiano, criado em abril de 1941 no início da II Guerra Mundial na Iugoslávia a partir da Província de Zara já existente, junto com o território ocupado na Iugoslávia anexado pela Itália, após a invasão da Iugoslávia pelo Eixo e a assinatura dos Tratados de Roma.

## Antecedentes
A Dalmácia era uma região estratégica durante a I Guerra Mundial, e tanto a Itália como a Sérvia pretenderam se aproveitar da Áustria-Hungria e obter controle sobre essa região. A Itália juntou-se aos Aliados da Tríplice Entente em 1915, após assinar o Pacto de Londres que garantia à Itália o direito de anexar uma grande parte da Dalmácia, em troca disso e outras concessões, a Itália entraria na Guerra ao lado dos Aliados. Por volta de 5-6 de novembro de 1918, as forças italianas relataram ter alcançado Vis, Lastovo, Šibenik e outras localidades na costa da Dalmácia. Ao fim das hostilidades em novembro de 1918, os militares italianos tomaram controle de toda a parte da Dalmácia que havia sido garantida para a Itália pelo Pacto de Londres, e em 17 de novembro também tinham tomado Fiume. Em 1918, o Almirante Enrico Milo se declarou Governador da Itália na Dalmácia. Famoso italiano nacionalista Gabriele d'Annunzio apoiou a tomada da Dalmácia e passou a ocupar algumas áreas em um navio de guerra italiano em dezembro de 1918.
No entanto, apesar das garantias do Pacto de Londres à Itália de uma grande parte da Dalmácia e ocupação militar italiana de territórios reivindicados na Dalmácia, durante as negociações de 1919 a 1920, os Quatorze Pontos de Woodrow Wilson, que defendia a auto-determinação das nações tomou precedência, com a Itália só sendo permitida a anexação de Zadar da Dalmácia, enquanto o resto da Dalmácia se tornou parte da Iugoslávia. Isso enfureceu os nacionalistas italianos que consideraram isso como uma traição das promessas do Pacto de Londres.

## Características
A Província da Dalmácia era composta de partes da costa da Iugoslávia que foi ocupada e anexada pela Itália a partir de abril de 1941 a setembro de 1943, juntamente com  a Província italiana da Zara na costa da Dalmácia, incluindo a ilha de Lagosta (Lastovo) e a ilha de Saseno, hoje na Albânia, totalizando cerca de 200 quilômetros quadrados que a Itália já possuía desde 1919. A cidade de Zara (Zadar), que possuía a maioria da população italiana da Dalmácia desde o início do século XX, onde se utilizava majoritariamente a língua italiana, foi designada como sua capital.
A criação do Governadorato da Dalmácia cumpriu as exigências do irredentismo italiano, mas nem toda a Dalmácia foi anexada pela Itália, com o estado fantoche ítalo-alemão conhecido como Estado Independente da Croácia ocupando algumas partes. No entanto, o Exército Italiano mantinha de facto o controle sobre toda a Dalmácia.
O Reino da Itália dividiu o governadorato em três províncias italianas: Zara (Zadar), Spalato (Split) e Cattaro (Kotor), mas nunca criou oficialmente uma região italiana com o nome de "Dalmácia." Enquanto o governadorato não foi colocado como uma região da Itália, as ilhas ao norte da Dalmácia de Veglia (Krk) e Arbe (Rab) foram reunidas administrativamente à província italiana de Fiume (agora Rijeka) e tornaram-se áreas da Itália.
Em setembro de 1941, o ditador Benito Mussolini, ordenou a ocupação militar de toda a costa da Dalmácia, incluindo a cidade de Dubrovnik ("Ragusa") e ilhas, tais como Vis (Lissa) e Pag (Pago), que haviam sido dadas ao estado fantoche do Estado Independente da Croácia, de Ante Pavelić: Mussolini tentou anexar essas áreas ao governo da Dalmácia, mas foi temporariamente interrompido pela forte oposição de Pavelić, que reteve o controle nominal.
A Itália Fascista, até mesmo ocupou Marindol e outras aldeias que anteriormente pertenciam ao Banovina da Croácia, Milić-Selo, Paunović-Selo, Žunić-Selo, Vukobrati, Vidnjevići e Vrhovci. Em 1942 estas aldeias foram anexadas ao Cernomegli (agora Črnomelj, na Eslovénia), que eram então parte da Província de Lubiana, mesmo que a sua população não fosse eslovena, mas croata.
O governo foi mantido até janeiro de 1943, por Giuseppe Bastianini, quando ele foi chamado para a Itália para participar do gabinete, a sua função como governador foi então exercido por Francesco Giunta.
O Governadorato da Dalmácia foi cancelado administrativamente por Badoglio em 19 de agosto de 1943: sendo substituído pelo governo direto de 3 "Prefetti" governando as províncias da Zara, Spalato e Cattaro.

## Território

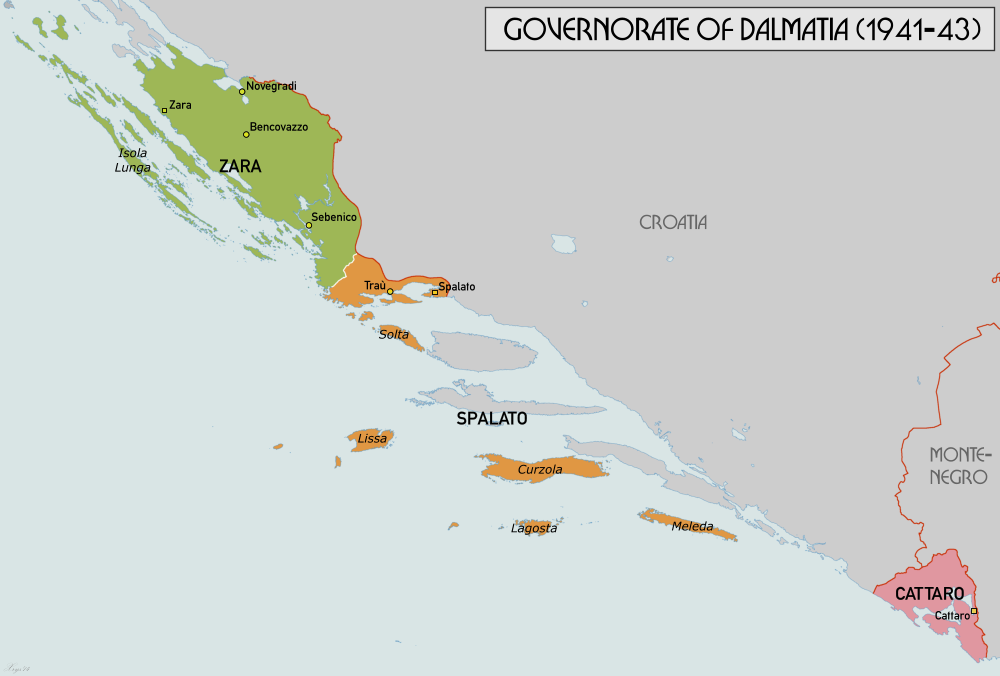
Mapa detalhado das três províncias da Província da Dalmácia.

O Governadorato da Dalmácia consistia em três províncias: Zara (Zadar), Spalato (Split) e Cattaro (Kotor). A capital administrativa era Zara.
Após o outono de 1941, as ilhas da Dalmácia de Pag (Pago), Brač (Brazza) e Hvar (Lesina), parte do Estado Independente da Croácia, foram ocupadas pelo Exército Italiano, juntamente com uma área da Croácia que era afastada da costa de Sinj para o centro da Bósnia, perto de Sarajevo e Banja Luka. No entanto, estas áreas não foram formalmente anexadas à Província.
| Província | Área (km2) | População |
| --------- | ---------- | --------- |
| Zara      | 3,179      | 211,900   |
| Spalato   | 1,075      | 128,400   |
| Cattaro   | 547        | 39,800    |
| Total     | 4,801      | 380,100   |

Depois que o Reino da Itália mudou de lado para os Aliados, em 1943, as forças alemãs assumiram o controle da área. Este território não foi dado para a República Social italiana fascista (que foi um estado fantoche da Alemanha), mas em vez disso completamente dissolvido e adicionado para ao Estado Independente da Croácia, outro estado fantoche alemão.
Mas Zara (e o território ao seu entorno, que formava a Provincia italiana di Zara original até 1941) permaneceu italiana (mesmo se estivesse sob controle nominal e proteção do Exército Alemão) até 1945. A cidade sofreu um terrível bombardeio em 1944: os Aliados documentaram 30 bombardeios, enquanto que fontes italianas contemporâneas reivindicam 54; mortes registradas variam de cerca de 1.000 pessoas até 4.000 dos 20.000 habitantes da cidade e 60% das construções da cidade foram totalmente destruídas.
Em 30 de outubro de 1944 a última autoridade italiana na Dalmácia, o prefeito de Zara Vincenzo Serrentino, deixou a cidade destruída com o restante dos italianos da Dalmácia (iniciando o êxodo juliano-dálmata).

## Governadores da Dalmácia
- Giuseppe Bastianini (7 de Junho de 1941 – 14 de fevereiro de 1943)
- Francesco Giunta (14 de fevereiro de 1943 – 19 de agosto de 1943)